# Миколаїв (Шептицький район)
Микола́їв (МФА: [mɪkoˈɫɑjɪu̯] ( прослухати)) — село на північному сході Шептицького району Львівської області. Населення становить 963 особи. 
Через Миколаїв протікає річка Судилівка, яка впадає у р.Стир. Тут живе близько півтори тисячі людей.